# ماتيدلي أويسي
ماتيلدي ويثي ناث (بامبلونا، 3 أغسطس 1890 – سانتياغو دي تشيلي، 13 أبريل 1965) كانت معلمة، ومحامية، ومربية، ومناضلة من أجل حق المرأة في التصويت من أصل إسباني. شاركت مع ماريا دي مايستو في تنظيم إقامة الآنِسات (Residencia de Señoritas) ونادي ليسيوم النسائي (Lyceum Club Femenino). كما شاركت في تأسيس الجمعية الإسبانية للنساء الجامعيات عام 1928 إلى جانب فيكتوريا كينت وكلارا كامبوأمور. ومثلت إسبانيا في اللجنة الاستشارية للقضايا الاجتماعية والإنسانية التابعة لعصبة الأمم.
نُفيت إلى تشيلي منذ عام 1940، حيث أسست عام 1944 مدرسة تعليم رياض الأطفال التابعة لجامعة تشيلي، وواصلت نشاطًا تربويًا مكثفًا حتى وفاتها عن عمر يناهز 74 عامًا.
| ماتيدلي أويسي              | ماتيدلي أويسي                                                                          |
| معلومات شخصية              | معلومات شخصية                                                                          |
| -------------------------- | -------------------------------------------------------------------------------------- |
| الميلاد                    | 3 أغسطس 1890 بامبلونا (اسبانيا)                                                        |
| الوفاة                     | 13 أبريل 1965 (74 عاما) سانتياغو دي تشيلي (تشيلي)                                      |
| الجنسية                    | اسبانية                                                                                |
| التعليم                    |                                                                                        |
| درست في                    | - جامعة كومبلوتنسيه في مدريد - جامعة بلباو                                             |
| معلومات مهنية              |                                                                                        |
| الوظيفة                    | مربية، مُعلّمة، محامية، مناضلة من أجل حق التصويت، خبيرة قانونية، سياسية، وأستاذة جامعية. |
| عملت في                    | - سكن الطالبات - كلية ميدلبوري - جامعة تشيلي                                           |
| الحزب السياسي              | الحزب الاشتراكي العمالي الإسباني                                                       |
| عضوة في                    | - نادي الليسيوم النسائي - الجمعية الإسبانية للنساء الجامعيات                           |
| التوقيع                    |                                                                                        |
|                            |                                                                                        |
| [editar datos en Wikidata] |                                                                                        |

## السيرة الذاتية
كانت ماتيلدي الابنة الثالثة من بين أربعة أبناء لأسينثيون وخوان، في أسرة ليبرالية ذات توجه جمهوري ووضع اقتصادي مزدهر. في عمر 17 سنة حصلت في بلباو على شهادة معلمة التعليم الابتدائي العالي. في عام 1909 بدأت العمل كمعلمة في مجموعة مدارس حي أتيغوريتا في سان سيباستيان، وتم تعيينها مديرة بعد عامين. في عام 1916 انتقلت إلى مدريد للالتحاق بإقامة الآنسات، حيث تعلمت الإنجليزية والفرنسية والتاكغرافيا. بعد ثلاث سنوات حصلت على شهادة من مدرسة الدراسات العليا للمعلمين وبدأت دراسة الحقوق. في عام 1922 عملت كمفتشة تعليم ابتدائي في سانتا كروز دي تينيريفه، وفي العام التالي حصلت على منحة من مجلس توسيع الدراسات للدراسة في كلية ميدلبري في فيرمونت، حيث بدأت في تدريس اللغة الإسبانية في سبتمبر 1923. استفادت من إجازتها من منصبها كمفتشة لإكمال دراسة الحقوق، وحصلت على الشهادة عام 1926. انضمت إلى نقابة المحامين في مدريد (ICAM) وكانت ثالث امرأة تنضم بعد فيكتوريا كينت وكلارا كامبوأمور. قامت بزيارات دراسية إلى شيكاغو ونيويورك لدراسة عمل محاكم الأحداث هناك. عند عودتها إلى إسبانيا عام 1925، التحقت بالأكاديمية الملكية للفقه.
واصلت التدريس في إقامة الآنسات ومارست مهنة المحاماة، وشاركت عام 1927 في محكمة الأحداث بمدريد، وساهمت في النقاشات العامة والسياسية حول إصلاح العدالة، خصوصًا ما يخص وضع المرأة.nota
ساهمت في تأسيس "الشباب الجامعي النسائي"، الذي أصبح لاحقًا "الجمعية الإسبانية للنساء الجامعيات" وإدماج الجمعية في "الاتحاد الدولي للنساء الجامعيات" والترويج لتأسيس "التجمع الليبرالي الاشتراكي" عام 1928 و انضمت إلى الحزب الاشتراكي العمالي الإسباني (PSOE)
مع زوجها عام 1931 وبعد إعلان الجمهورية، انضمت إلى اللجنة الاستشارية للحق الجنائي في وزارة العدل. كُلّفت ضمن أنشطة المجلس الأعلى لحماية الطفولة بمراقبة محاكم الأحداث في البلاد. nota وشاركت في صياغة قانون العقوبات لعام 1932، وساهمت في تأسيس مركز الدراسات الجنائية. وزارت الاتحاد السوفيتي عام 1933 لدراسة سياسات الطفولة.
في عام 1935 عُيّنت مندوبة إسبانيا في لجنة حماية الطفولة والشباب في جنيف.
من 1935 إلى 1938 نشرت مقالات في أسبوعية "الديمقراطية "تحت ادارة أندريس سابوريت في صحيفة "الاشتراكي" ومجلة "نساء اللجنة النسائية ضد الحرب والفاشية". نشرت أيضًا مقالة في جريدة "إل سول" بتاريخ 3 أكتوبر 1931 بعنوان "الرجعية، الكاهن والمرأة"، دافعت فيه عن منح المرأة حق التصويت.
بعد فوز الجبهة الشعبية، اقترحت استبدال رجال الدين بمعلمين من خلال تأسيس معهد للبحث النفسي للطفل لتكوين معلمين مختصين. هدفت إلى علمنة التعليم وحماية الطفولة خارج البنية الدينية السائدة. كانت عضوًا في جمعية النساء المناهضات للفاشية وشاركت في لجنتها الوطنية. خلال الحرب الأهلية الإسبانية، تابعت الحكومة الجمهورية إلى فالنسيا ثم برشلونة. في أوائل 1939 لجأت إلى فرنسا وشاركت في لجنة مساعدة اللاجئين من باريس وجنيف.
وصلت إلى تشيلي في 14 مايو 1940 على متن السفينة أوردوينا. عملت كمترجمة لأن شهادتها في الحقوق لم تُعترف بها. nota أسست "مدرسة تعليم الطفولة المبكرة" في جامعة تشيلي عام 1944 وأدارتها حتى عام 1962. في عام 1947 عُيّنت مديرة للهيئة الثقافية التشيلية الإسبانية. توفيت عام 1965.

## تكريمات
في مارس 1933، تم إطلاق اسمها على المصح النسائي في فيغو، وهو أول مصح نسائي يعمل في إسبانيا.
وفي أواخر القرن العشرين، تم افتتاح مدرسة ماتيلدي أويثي في بيانيولين (منطقة العاصمة سانتياغو في تشيلي) تكريماً لها.